# Gare de Savonnières
Gare de Savonnières – przystanek kolejowy w Savonnières, w departamencie Indre i Loara, w Regionie Centralnym, we Francji.
Jest przystankiem kolejowym Société nationale des chemins de fer français (SNCF), obsługiwanym przez pociągi TER Centre.